# ريبيكا بورغا
ريبيكا بورغا (من مواليد 11 يونيو 1998) هي متسابقة إيطالية في سباقات السرعة، متخصصة في سباقات 400 متر. تنافست في دورة الألعاب الأولمبية الصيفية 2020، في سباق التتابع 4 × 400 متر.

## الانجازات
مستوى كبار
| عام  | المسابقة                                       | المكان | المركز        | الحدث             | الوقت   | ملاحظات |
| ---- | ---------------------------------------------- | ------ | ------------- | ----------------- | ------- | ------- |
| 2021 | بطولة أوروبا لألعاب القوى داخل الصالات المغلقة | تورون  | المركز الرابع | 4 × 400 متر تتابع | 3:30.32 | NR      |